# Młodzieżowy Ośrodek Wychowawczy im. ks. Franciszka Toporskiego

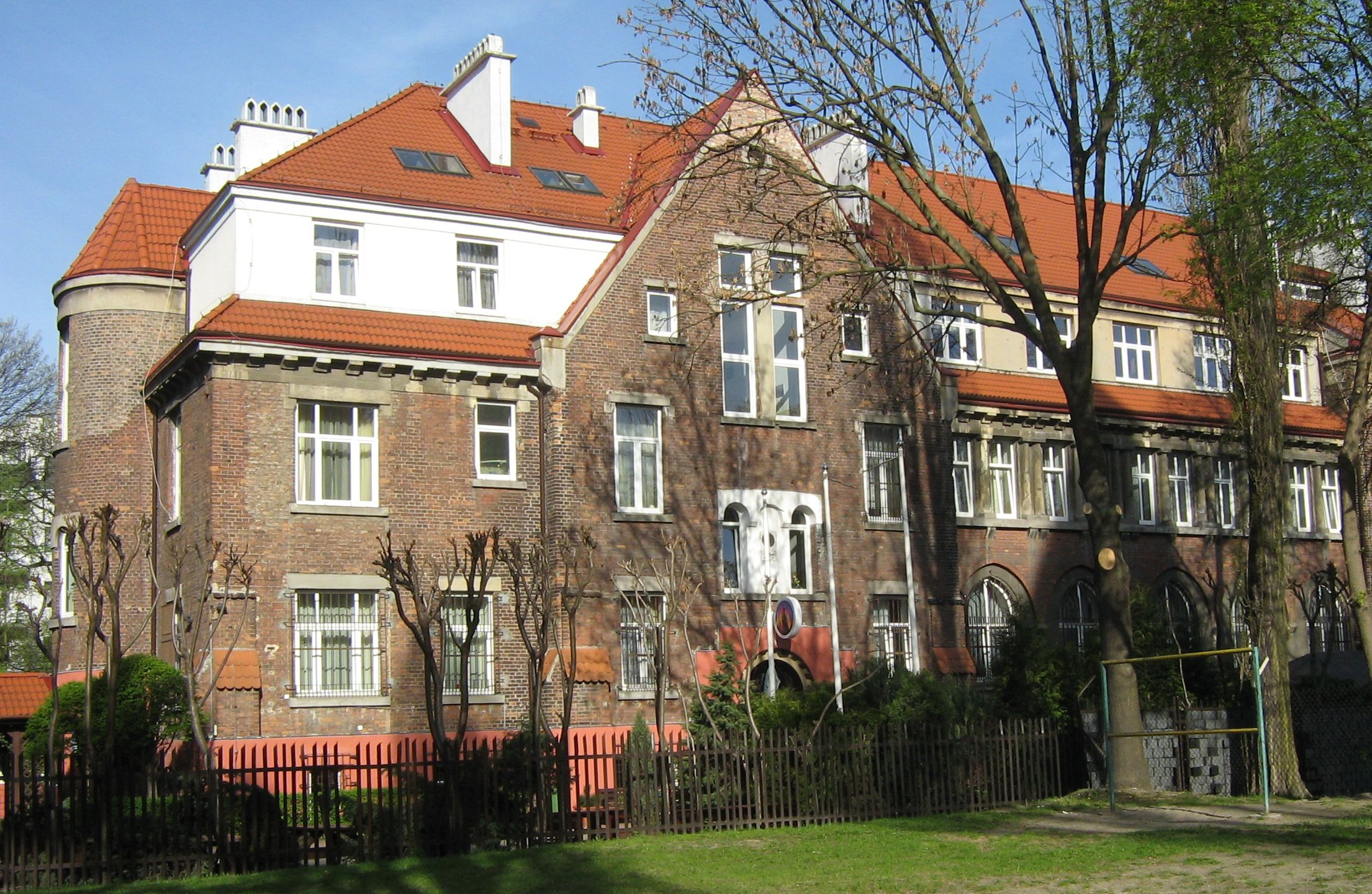
Budynek ośrodka przy ul. Barskiej 4 w Warszawie

Młodzieżowy Ośrodek Wychowawczy – ośrodek wychowawczy, utworzony z inicjatywy ks. Franciszka Toporskiego w 1913 roku w Warszawie, przeznaczony dla chłopców pozbawionych rodziny, ubogich lub zdemoralizowanych.
Budynek ośrodka przy ul. Barskiej 4 prawdopodobnie zaprojektował Oskar Sosnowski, równolegle ze wznoszonym obok kościołem Niepokalanego Poczęcia NMP.

## Opis
Początkowo był to Dom Izb Rzemieślniczych św. Antoniego Padewskiego („Antonin”), pełniący również rolę szkoły zawodowej. W 1939 roku ośrodek został przekazany księżom orionistom. 
W czasie II wojny światowej budynek Antonina było obsadzony przez oddział SS, który został wyparty przez powstańców 1 sierpnia 1944 roku. W 1948 r. dyrektorem został ks. Bronisław Dąbrowski. W nocy 26 na 27 sierpnia 1954 r. na teren Ośrodka wkroczyło UB, zagarniając część własności. Orioniści odzyskali ją w 1990 roku i wznowili działalność ośrodka, zgodną z wcześniejszym profilem placówki. Przy ośrodku znajduje się szkoła podstawowa i niepubliczne gimnazjum. W szkołach tych uczą się tylko wychowankowie tej placówki. Wychowankami są często osoby uzależnione, pochodzące ze zdemoralizowanych środowisk, kierowane do placówki przez sądy lub poradnie wychowawcze.